# Johannes Rüber
Johannes Rüber (* 18. Januar 1928 in Braunschweig; † 29. August 2018 in Berlin-Lichterfelde) war ein deutscher Schriftsteller und Dichter.

## Leben
Seine Kindheit verbrachte Rüber in Düsseldorf und aufgrund der Bombenangriffe zeitweise auf dem Land bei Braunschweig bei den Großeltern. Von 1938 bis 1945 besuchte er das humanistische Gymnasium in Düsseldorf. Sein Vater war Justizbeamter, die Mutter verstarb früh an Krebs. 
Nach dem Krieg folgten Aufenthalte in Rom und Positano. 1955 ließ sich Rüber in München nieder und heiratete die Bibliothekarin Hedwig Rüber. Das Paar bekam 1958 eine Tochter und 1960 einen Sohn.
Zu Rübers Freundeskreis gehörten der Philosoph Arnold Keyserling und dessen Frau Wilhelmine, der Maler Winfried Gaul und der Schriftsteller Armin T. Wegner. 1965 wurde er mit dem Bayerischen Literaturpreis der Stadt München ausgezeichnet.
Ein Bergbauernhof auf dem Stummerberg im Zillertal wurde zu seiner zweiten Heimat. Rüber unternahm zahlreiche Reisen nach Italien und Griechenland. 1975 erwarb und revovierte er auf der Kykladeninsel Tinos ein altes Dorfhaus.
Zuletzt lebte Johannes Rüber in Berlin, wo er 2018 im Alter von 90 Jahren starb. Er wurde auf dem Alten Friedhof Lichterfelde an der Moltkestraße bestattet.

## Werke (Auswahl)
Rübers Schaffen umfasst Romane, Gedichtbände und Essays, die zum Teil in mehrere Sprachen übersetzt wurden.

### Prosa
- Das Mädchen Amaryll. Roman, München 1953
- Dunkles Rom. Roman, Köln 1962
- Der Landesteg, (Kleist)Erzählung. Band 100 der Bücher der Neunzehn, München 1963
- Malapa Malapa. Das Leben des sterbenden Malaparte. Roman, Stuttgart 1972
- Ein Feuer für Goethe. Roman, Freiburg 1978
- Das Tal der Tauben und Oliven. Aufzeichnungen von den Kykladen. Mit Zeichnungen von Richard Seewald, Freiburg 1979
- Ich zog mir einen Falken, Heinrich von Ofterdingen. Roman, München 1990
- Riccabona. 16 Gesänge aus dem Tridentinischen der Viktoria von Montan. Versepos, Stuttgart 2010

### Lyrik
- Die abgewandte Seite der Insel. Gedichte, Staufenberg 1986
- Der Dichter und die Katze. Gedichte, Leipzig 2005
- Lichterfelder Diarium. Gedichte, Leipzig 2010
- Psalmetten. Dreißig kleine Psalmen und Choralvorspiele, Leipzig 2011
- Die Fahrt zum Ptoon. Ägäische Gedichte, Leipzig 2017

### Aufsätze
- Goethe in Italien. In: Neue Deutsche Hefte, 1982
- Kykladenreise mit Novalis. In: Literatur in Bayern, Nr. 99, 2010
- Entscheidung für München. In: Literatur in Bayern, Nr. 90, 2007